# Forza (tidsskrift)
Fodboldmagasinet FORZA udkom første gang 15. april 2004 og sidste gang 24. november 2006.
Magasinet udkom på papir hver fredag, ligesom det bragte daglige nyheder om fodbold på nettet via www.forza.dk. 
www.forza.dk blev i februar 2007 overtaget af Fodboldmagasinet TIPS-bladet.
Bladet var ejet af mediekoncernen ncom, der blandt også udgiver gadget-bladet Gear, IT-avisen ComON og it-branchebladet CRN. Chefredaktører på FORZA var Anders Bay indtil 2005 og siden Ellen Bentzen.
| Fodbold | Spire Denne artikel om fodbold er en spire som bør udbygges. Du er velkommen til at hjælpe Wikipedia ved at udvide den. |